# قيادة إلكترونية
القيادة الإلكترونيّة هي عمليّة تأثير اجتماعيّ، عن طريق التّكنولوجيا، لإحداث تغيير في المواقف والمشاعر والتّفكير والسّلوك والتّعامل مع الأفراد أو الجماعات أو المؤسّسات لتوجيههِم نحوَ تحقيق هدف محدّد. وكما ذكَر أفوليو وكاهي (2002)، فإنّ هذا ينطوي على تعزيز العلاقات بين أعضاء المؤسّسة في سِياق استخدام التّكنولوجيا في العمل. في هذه الحالة، يتمّ الاتّصال وجمع ونشر المعلومات عبر تكنولوجيا المعلومات. تقليديّا، تتضمّن القيادة في المؤسّسات التّفاعل وجهّا لوجه. أمّا الآن، فقد يقود القادة مشاريعَ كاملةً عن بُعد والتّفاعل مع المتابعين فقط من خلال تكنولوجيا المعلومات. في عصرِنا الحاضر، تقوم المؤسّسات والشّركات بتوفير التّكنولوجيا المستخدمة في العمل والاتّصال والتواصل، ممّا يخلُق الحاجة إلى القِيادة الإلكترونيّة. تتضمّن هذه الشّبكة السّلكيّة أشكالًا من الوسائل التّكنولوجيّة مثل مؤتمرات الفيديو وبرامج التّعاون عبر الإنترنت والهواتِف المحمولة والبريد الإلكترونيّ وشبكة الواي فاي. ونتيجةّ لذلك، تكافح المؤسّسات مع مشكلات التكامل التكنولوجيّ بينما يواجه الموظّفون منحنى تعليميًّا حادًّا. ومع ذلك، فإن فهمنا لكيفيّة تغيير أنظمة المعلومات للديناميات البشريّة قد تأخّر عن تقديم واستخدام التّكنولوجيا الجديدة. وبالتالي، يتم استخدام التّكنولوجيا دون معرفة المدى الكامل لتأثيرها على الديناميكيات البشريّة في المؤسّسات.

## تحدي القيادة الافتراضية
وفقًا لكوك (2010)، القادة في البيئة الافتراضيّة لديهم نفس المسؤوليات الأساسية للقادة في البيئة الواقعيّة مثل تنظيم وتحفيز الفرق، ومراقبة التقدّم، وتطوير أعضاء الفريق. خاصّةً وأنّ التّكنولوجيا تسمح للشّخص بالعمل من أي مكان، ومع ذلك، يواجه القادة الإلكترونيّون تحدّيات إضافيّة مثل المراقبة عن بعد، وبناء فرق من ثقافات مختلفة، وتحفيز المتابعين، والرّدّ على الأسئلة، والمرونة العالية لمواجهة التغيّرات التكنولوجيّة السريعة، وتطوير المهارات التقنيّة مثل تعلّم كيفيّة استخدام التّكنولوجيا لتسهيل القيادة. بالإضافة إلى ذلك، هناك حاجة إلى مهارات اتّصال محسّنة لبناء الثّقة والّتقارب وضمان عدم إساءة تفسير الرّسائل الأمر الذي يتطلّب في كثير من الأحيان التّواصل والعمل الإضافي. أخيرًا، من الصّعب إقامة روابط وثيقة بين أعضاء المؤسّسة عندما يفصل بينهما الزمان والمكان؛ وبالتّالي يكون للقادة الإلكترونيّين دور مهم في تطوير العلاقات في الفرق الافتراضيّة. 

## بحوث القيادة الإلكترونية
حقق الباحثون في القيادة الإلكترونيّة في كل من الإعداد التنظيميّ والمختبر. وفقًا لأفوليو وكاهي (2002)، تشير الدراسات الميدانيّة للفرق الافتراضيّة إلى أن التّفاعلات المبكّرة أثناء تشكيل الفرق يمكن أن تتنبّأ بالثّقة اللاحقة والرّضا والأداء. على سبيل المثال، تبيّن أنّ الفرق التي أمضت اجتماعات مبكّرة في تحديد أعضاء الفريق وتوضيح التوقّعات كانت تتمتّع بأداء أعلى وأفضل بعد عدّة أشهر. وبالتّالي، من أجل الحفاظ على استمراريّة عمل الفرق الافتراضيّة معًا، يجب على القادة الإلكترونيّين تعزيز التّرابط بينهم والاعتماد على بعضهم البعض. قد تكون الفرق الافتراضيّة موزّعة جغرافيّاً وثقافيّاً. وبالتّالي، من أجل تعزيز العلاقات الوثيقة في فرق متفرّقة جغرافيًّا، يجب على القادة تشجيع مجموعة متنوّعة من الاتّصالات المتعلّقة بالمهام. كما أُجْرِيَ التّحقيق في القيادة الإلكترونيّة في إعدادات أكثر تحكّمًا وسيطرة. وفقًا لأفوليو وكاهي (2002)، تشير التّجارب الخاضعة للرّقابة على القيادة الإلكترونيّة إلى أن القيادة التّشاركيّة قد تكون أكثر ملاءَمة لتوليدِ حلولٍ لمشاكل غير منظّمة أو شبه منظّمة بينما قد تكون القيادة التوجيهيّة أكثر ملاءَمة لتوليدِ حلولٍ للمشكلات المنظّمة. تشير هذه الدّراسات أيضًا إلى أن ميّزات نظام البرامج الجماعيّة المستخدم في الاتّصال قد يحُلّ محلّ القيادة. أخيرًا، تشير التّجارب المضبوطة أيضًا إلى أن الدّافع يتعزّز من خلال إخفاء الهويّة. وبالتّالي، ربّما ينبغي للقادة الإلكترونيّين التّفكير في استخدام غرف محادثة واستطلاعات رأي مجهولة كما ذكرنا سابقًا.

## مناهج/أساليب القيادة الإلكترونية
يمكن أن تتضمّن القيادة الإلكترونيّة نفس الأسلوب والمحتوى مثل القيادة التقليديّة وجهاً لوجه، خاصّةً وأنّ تقدّم التّكنولوجيا يتيح المزيد من التّفاعلات الافتراضيّة المرئيّة. وتتضمّن القيادة التشاركيّة خلق الفرص للأفراد ليكونوا أكثر انخراطًا في صنع القرار. بالنّظر إلى أهميّة مشاركة الأعضاء في عمليّة صنع القرار، يمكن للقادة الإلكترونيّين التّشاركيّين استخدام التّكنولوجيا مثل غرف الدّردشة ذات المُدخلات المجهولة واستطلاعات الرأي الإلكترونيّة كوسائل لتزويد متابعيهم وأنفسهم بالمعلومات. ومثل القيادة التّقليديّة، يمكن أن تكون القيادة الإلكترونيّة مُلهمة أيضًا. تحقيقًا لهذه الغاية، يمكن للقادة الإلكترونيّين استخدام وسائل مثل البريد الإلكترونيّ لتوصيل رؤى مقنعة، أو الفخر بإنجازات المتابعين، أو إحداث الإثارة والتّشويق بشأن المشاريع الجديدة.

## قيادة إلكترونية ناجحة
في حالة القيادة الإلكترونيّة، قد يواجه القائد النّاجح التّحدي الإضافي المتمثّل في بناء العلاقات والثّقة بشكل أسرع. العلاقات الشخصيّة الوثيقة مُمكنة في البيئات الافتراضيّة ويمكن للقادة المساعدة في تعزيزها من خلال مراعاة عوامل ثراء وسائل الإعلام. عند اختيار طرق الاتصال، يجب على هؤلاء القادة النّظر في قدرتها على تقديم ملاحظات فوريّة، وتوافر التّخصيص، وتنوّع اللّغة. تحقيقًا لهذه الغاية، يحتاج القادة إلى تعلّم حيويّة وتفاعل وسائل الإعلام لجعل وجودهم مُلاحظًا بطريقةٍ إيجابيّة. أفوليو وكاهي (2002) يذكران أنّ القيادة الإلكترونيّة النّاجحة تتضمّن توازنًا مناسبًا بين الأساليب التقليديّة والجديدة، وتجنّب سوء الفهم من خلال إيصال النيّة إلى المتابعين بعنايةٍ ووضوح، واستخدام التّكنولوجيا للوصول إلى الآخرين بطرق سريعة الاستجابة، واستخدام التّكنولوجيا للتّعامل مع تنوّع أكبر في القوى العاملة.